# Olympia Planum
Olympia Planum és una formació geològica de tipus planum a la superfície de Mart, localitzada amb el sistema de coordenades planetocèntriques a 84.84 latitud N i 240.61 ° longitud E, que fa 804.39 km de diàmetre. El nom va ser aprovat per la UAI el 20 de març de 2007 i fa referència a una característica d'albedo.